# Piste (cricket)
Pour les articles homonymes, voir piste et pitch.

Schéma du pitch.

Au cricket, la  piste, en anglais pitch est une zone rectangulaire située au centre du terrain. Elle mesure vingt-deux yards de long sur dix pieds de large, soit 20,12 m sur 3,05 m. L'herbe y est très courte et le terrain très dur, préparé avec de lourds rouleaux.
Les lignes tracées sur le pitch sont décrites par la septième loi.
On trouve à chaque extrémité de la piste l'un des deux guichets.
Lorsque le lanceur envoie la balle, il la lance vers le sol où elle fait un rebond avant d'atteindre le batteur. La qualité du rebond sera fortement influencée par la qualité du pitch. C'est pourquoi les deux capitaines étudieront le pitch de près et prendront d'abord en compte sa qualité, susceptible d'évoluer en cours de match, afin de décider lors du toss s'il débutent la partie à la balle ou à la batte.
Les règles de préparation et d'entretien du pitch sont décrites dans la neuvième loi, sa protection en cas de pluie, ou durant la nuit dans le cas de match durant plusieurs jours, font l'objet de la dixième loi.